# Porosalvania angulifera
Porosalvania angulifera is een slakkensoort uit de familie van de Rissoidae. De wetenschappelijke naam van de soort is voor het eerst geldig gepubliceerd in 2007 door Gofas.